# Systasis celer
Systasis celer är en stekelart som beskrevs av Goureau 1851. Systasis celer ingår i släktet Systasis och familjen puppglanssteklar.
Artens utbredningsområde är Frankrike. Inga underarter finns listade i Catalogue of Life.